# 佐々木舜一
佐々木 舜一（ささき しゅんいち、1888年 - 1960年9月26日）は、日本の植物学者である。台湾総督府林業部の技師を務め、台湾の植物についての著書がある。
1908年に台湾に渡り、川上瀧彌とともに台湾の植物調査を行い、1918年から台湾総督府の技師となった。植物標本を集め早田文藏の研究を助けた。1936年から東南アジア、南アフリカ等へ出張した。第二次世界大戦中は、陸軍司政官としてジャワ島ボゴールの林業試験場長を務めた。戦後は日本香料などに務めた。
ラン科のスニピア属の種Sunipia sasakii、ショウガ科の種、Vanoverberghia sasakianaなどに献名されている。

## 著書
- 『台湾植物名彙』
- 『台湾総督府林業部腊葉館目録』